# Pholcus difengensis
Espèce
Pholcus difengensis est une espèce d'araignées aranéomorphes de la famille des Pholcidae.

## Distribution
Cette espèce est endémique de Chongqing en Chine,.

## Description
Le mâle holotype mesure 4,33 mm

## Étymologie
Son nom d'espèce, composé de difeng et du suffixe latin -ensis, « qui vit dans, qui habite », lui a été donné en référence au lieu de sa découverte, Difeng.

## Publication originale
- Dong, Zheng, Yao & Li, 2016 : Thirteen new species of the spider genus Pholcus Walckenaer, 1805 (Araneae: Pholcidae) from China. Zootaxa, no 4170(1), p. 1-40.